# Guido Schuster
Guido Martin Schuster ist Professor für Digitale Signalverarbeitung und Digitale Bildverarbeitung an der Ostschweizer Hochschule für Technik (OST) im schweizerischen Rapperswil.
Nach der Lehre als Radio TV Elektroniker studierte er am Neutechnikum Buchs Mess- und Regeltechnik und schloss 1990 als Bester seines Jahrganges ab. Nach seinem Masterstudium an der Northwestern University in Evanston, Illinois, USA und der Promotion arbeitete er bis 2000 für 3Com, wo er als Erfinder des Jahres ausgezeichnet wurde. Schuster hält zurzeit über 60 US-Patente.
Er ist Vater von drei Töchtern.